# Григорьев, Вениамин Демьянович
Вениамин Демьянович Григорьев (17 января 1932 — 27 мая 2005) — директор Казанского завода резиновых технических изделий, Герой Социалистического Труда.

## Биография
Родился 17 января 1932 года в посёлке Зай, с 1978 года город Заинск, Республики Татарстан.
В 1954 году окончил Казанский химико-технологический институт. Трудовую деятельность начал на заводе синтетического каучука имени С. М. Кирова, где прошёл путь от мастера до главного инженера предприятия.
С 1970 года до последних дней жизни трудовая биография В. Д. Григорьева была связана с Казанским заводом резинотехнических изделий, который стал одним из стабильно работающих предприятий нефтехимического комплекса Республики Татарстан.
Указом Президиума Верховного Совета СССР от 6 апреля 1981 года за выдающиеся производственные успехи в выполнении заданий десятой пятилетки и социалистических обязательств, проявленную трудовую доблесть Григорьеву Вениамину Демьяновичу присвоено звание Героя Социалистического Труда с вручением ордена Ленина и золотой медали «Серп и Молот».
В 1984—1990 годах — генеральный директор ПО «Казаньрезинотехника». В 1990—1992 годах — председатель правления арендного объединения «Казань-резинотехника», с 1992 года — президент — генеральный директор Камско-Волжского АО резинотехники «КВАРТ». В самые сложные годы реформирования экономики он уделял большое внимание техническому перевооружению производства, освоению новых видов продукции, развитию социальной инфраструктуры предприятия.
Занимался большой исследовательской деятельностью, являлся автором многих научных публикаций и изобретений. В 1985 году окончил Академию общественных наук при ЦК КПСС, в 1991 году — Школу бизнеса Колумбийского университета США. Доктор экономических наук, действительный член трёх международных академий. Ему присвоены почётные звания «Заслуженный химик РСФСР», «Заслуженный деятель науки и техники Республики Татарстан».
Жил в столице Татарстана городе Казани. Скончался 27 мая 2005 года.
Награждён двумя орденами Ленина, орденом Трудового Красного Знамени, медалями. В 2008 году посмертно удостоен Государственной премии Республики Татарстан в области науки и техники.